# John Mathew
Pour les articles homonymes, voir Mathew.
John Mathew (1849-1929) est un pasteur et ethnologue australien, auteur de Eaglehawk and Crow et Two Representative Tribes of Queensland.

## Biographie
John Mathew, né à Aberdeen (Écosse) le 31 mai 1849 est le quatrième enfant et premier fils d'Alexander Mathew, un contremaître, et de Jean Mortimer. Il est scolarisé à la Kidd's School d'Aberdeen, puis à la Free Church School  d'Insch à la suite de la mort de son père alors qu'il avait neuf ans. Il vit alors avec sa grand-mère maternelle.
En 1864 il migre au Queensland avec un frère et une sœur pour vivre avec son oncle John Mortimer à  Manumbar (en), sur le fleuve Burnett. Durant six ans, il y travaille comme éleveur, comptable et magasinier, et se familiarise avec la culture et la langue de deux groupes aborigènes, les Kabi Kabi et les Waka Waka (ethnie) (en).
Il est ensuite chercheur d'or pendant deux ans, puis professeur à Dalby de 1872 à 1875, et à la Brisbane Normal School en 1876.
Il vit ensuite au Victoria où il est diplômé de l'Université de Melbourne (Bachelor of arts en 1884, Master of arts en 1886) alors qu'il travaille en même temps à la tête d'une exploitation coloniale. En tant que pasteur, il officie à Ballan de 1887 à 1889 puis à Coburg de 1889 à 1923.
Mathew revient au Queensland en 1906 au sein des communautés Kabi Kabi et Wakka Wakka de la réserve de Barambah, correspondant aujourd'hui à la ville de Cherbourg.

## Publications
En 1889, il est récompensé par la Royal Society of New South Wales pour son essai intitulé The Australian Aborigines. Celui-ci sert de base à son œuvre la plus célèbre, Eaglehawk and Crow (1899), critiquée comme il s'y attendait  par les anthropologues Walter Baldwin Spencer, Alfred William Howitt et Lorimer Fison (en), et défendue par Daisy Bates et Robert Hamilton Mathews (en). En 1910 il publie Two Representative Tribes of Queensland.

## Postérité
Alors que ses observations ethnologiques et linguistiques sont toujours considérées favorablement, sa théorie d'une triple origine du peuplement aborigène de l'Australie n'a plus cours.
La State Library of Queensland conserve un carnet de John Mathew contenant une liste de vocabulaire aborigène et d'autres documents dont des lettres de son oncle John Mortimer et son cousin G.W. Anderson qui vivait à Manumbar.